# Трав'янисті рослини

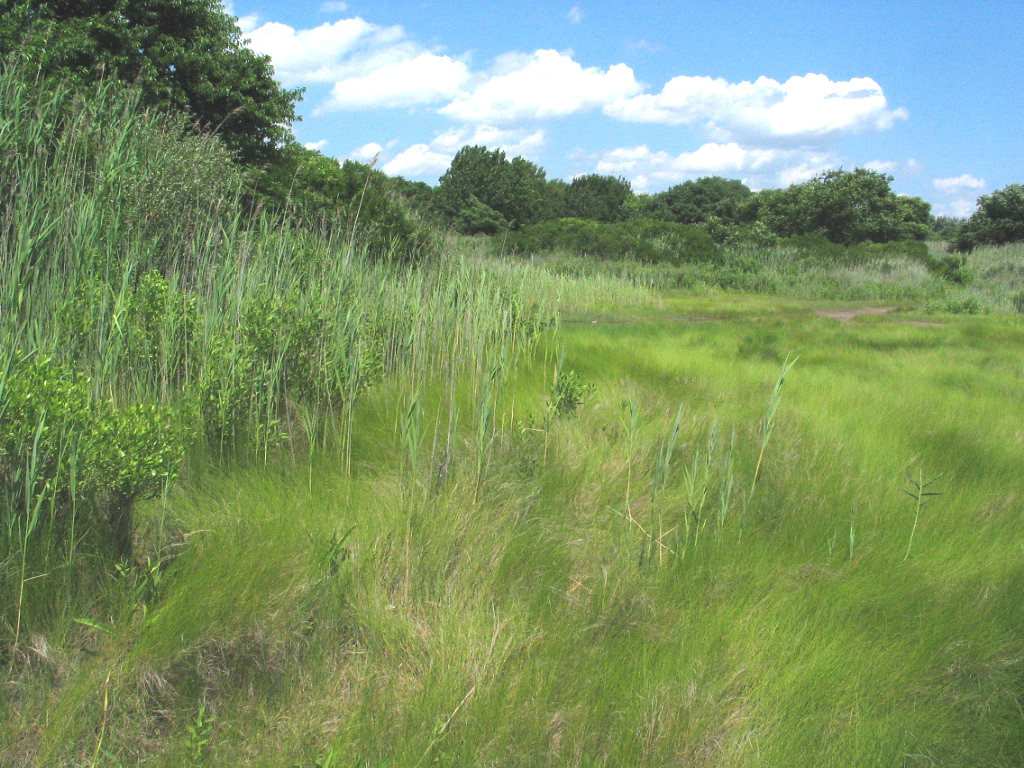
Природний біотоп, складений різними видами трав'янистих рослин

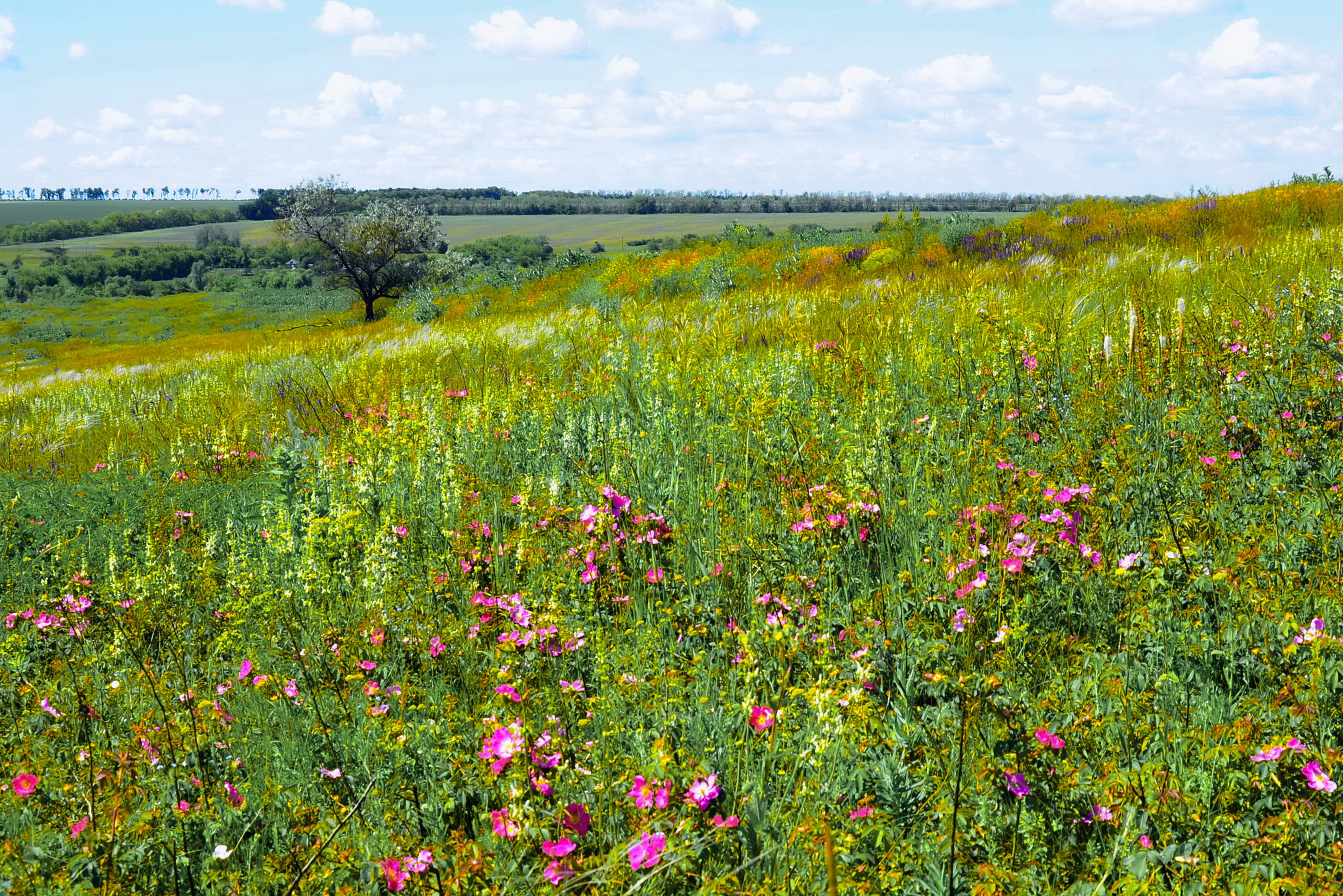
Трав'янисті рослини Січеславщини

Трав'янисті рослини — життєва форма рослин, що не утворює дерев'янистого стебла. Висота трав'янистих рослин може коливатись від кількох сантиметрів до 6—7 метрів — таких розмірів досягають бамбук та банан. За приблизними оцінками, зараз трав'янисті рослини становлять близько 20 % рослинної маси земної біосфери.

## Справжні трави
Звичайно в ботаніці «справжніми травами» називають представників родини тонконогових (Poaceae). Проте, існує багато видів трав'янистих рослин за межами тонконогових (як серед однодольних, так і дводольних), що їх також називають «травами».

## Значення для екосистеми

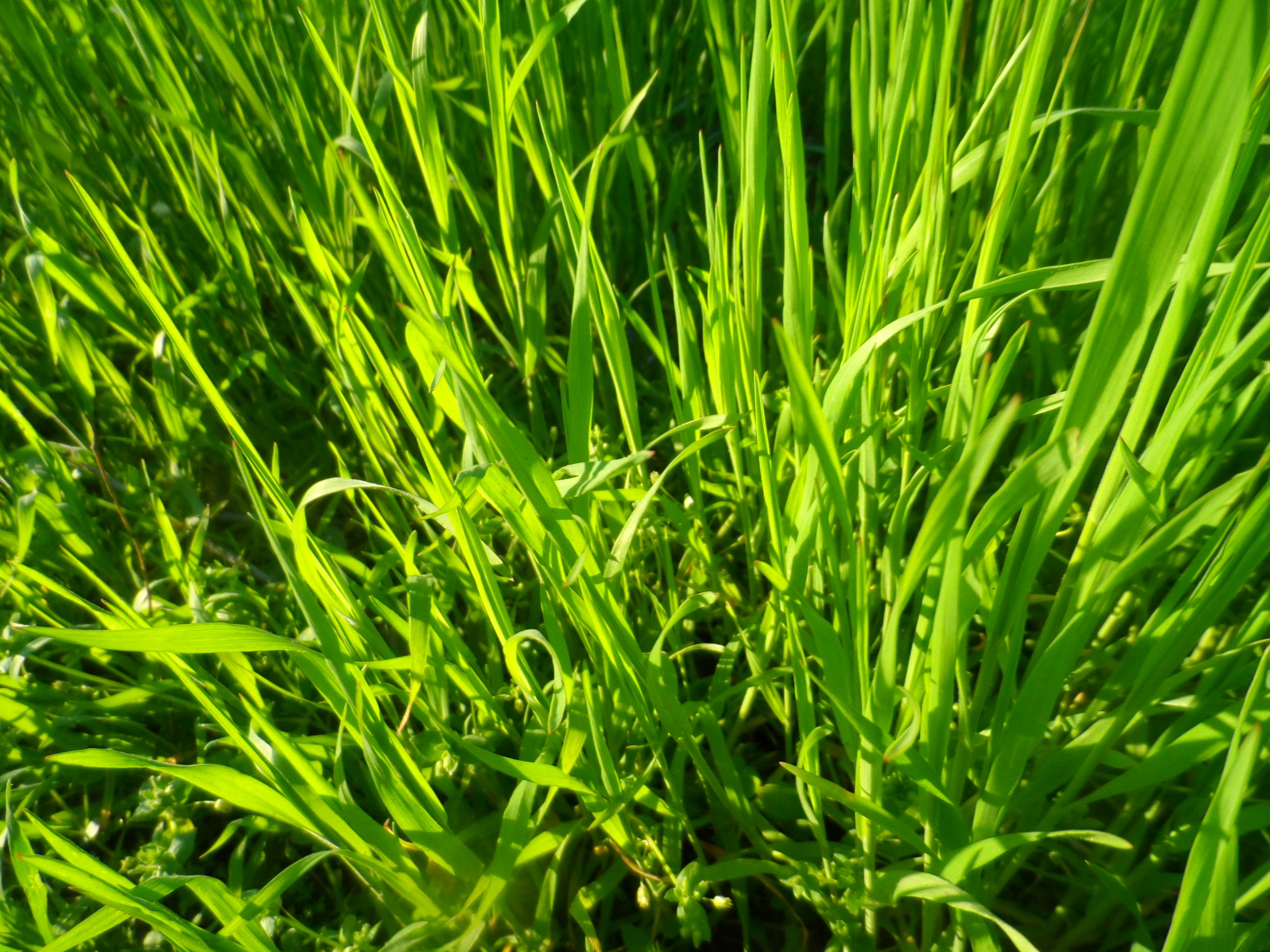

Поверхня трави є каталізатором роси, яка в посушливому кліматі є основним видом опадів і необхідна для виживання рослинності , тобто в посушливому кліматі трава є генератором опадів і основою екосистеми. Велика частина водяної пари, які перетворюються в росу, приходить з повітря, а не з ґрунту. Чим вище трава, тим більше роси, тому коротке підстригання трави породжує необхідність її поливу. Якщо часто і коротко стригти траву без поливу в посушливій зоні, то відбувається опустелювання, як, наприклад, описано тут.

## Значення для людини

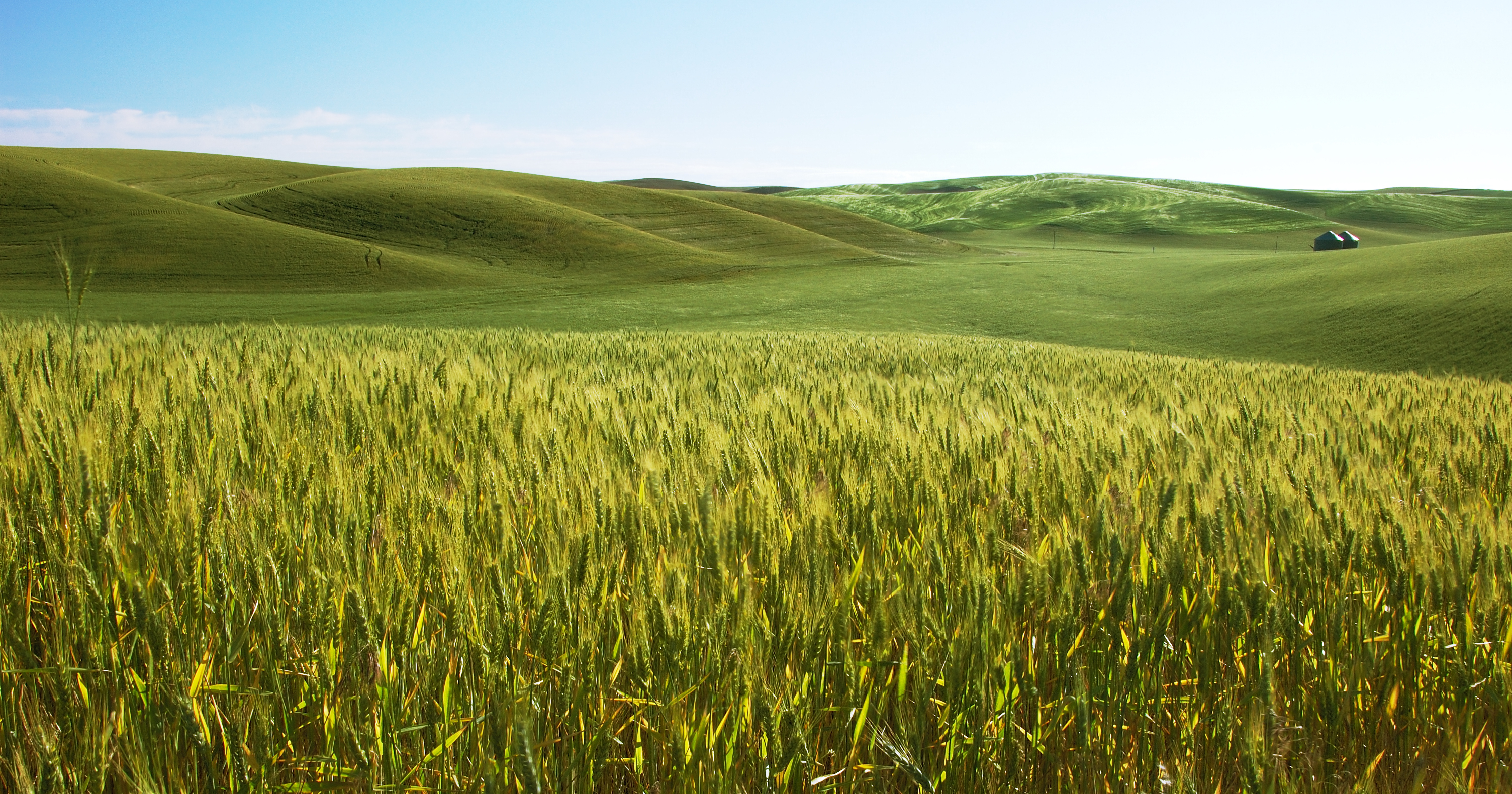
Пшеничне поле — штучний антропогенний біотоп, що складається з трав'янистих рослин

Трав'янисті рослини та трави мають велике значення як для економіки, так і для культури людства. Як кормовий ресурс для свійських тварин, трави культивуються вже щонайменше 10 тисяч років; також вони використовуються для виготовлення паперу з щонайменше 2400 року до нашої ери. Рослинництво, що спрямоване на отримання їстівних для людини трав (в першу чергу, злаків), згідно з археологічними даними, практикується щонайменше з періоду 9500 років до нашої ери (так звана «Епоха молодих Драйя»); судячи зі всього, рослинництво задля отримання продуктів харчування людини практикувалось і раніше, але точно встановити це важко з огляду на відсутність писемності в цей період та слабкий розвиток селекції, що не дає змоги відрізнити дикі рослини від культивованих.
Сьогодні трав'янисті рослини (насамперед, справжні трави) дають більше половини поживних речовин, що їх використовує людство. Окрім того, здавна трав'янисті рослини мали та мають важливу декоративну, релігійну та медичну функцію в людському суспільстві. 

## Фотогалерея

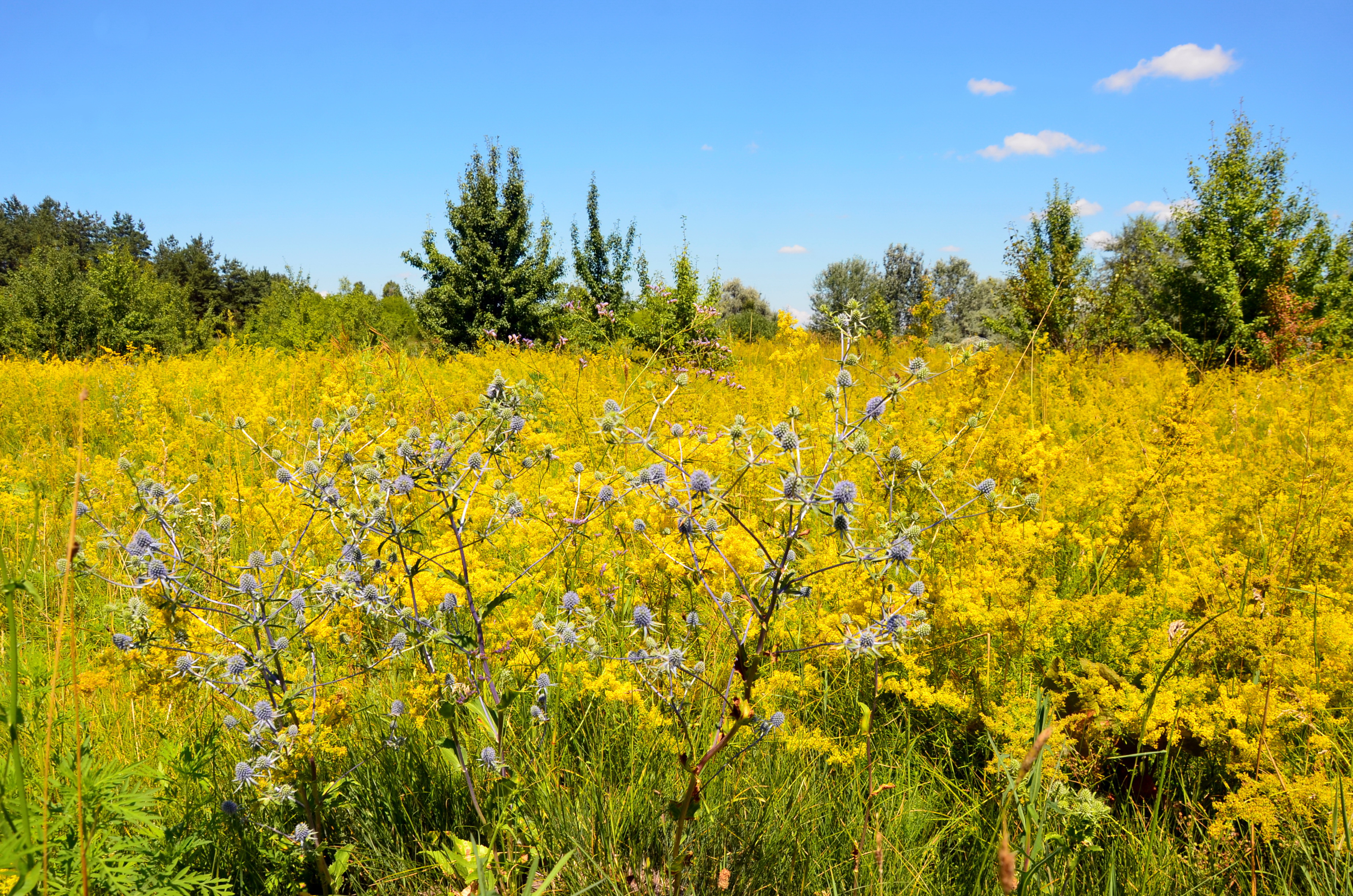
Трав'янисті рослини на березі Орелі
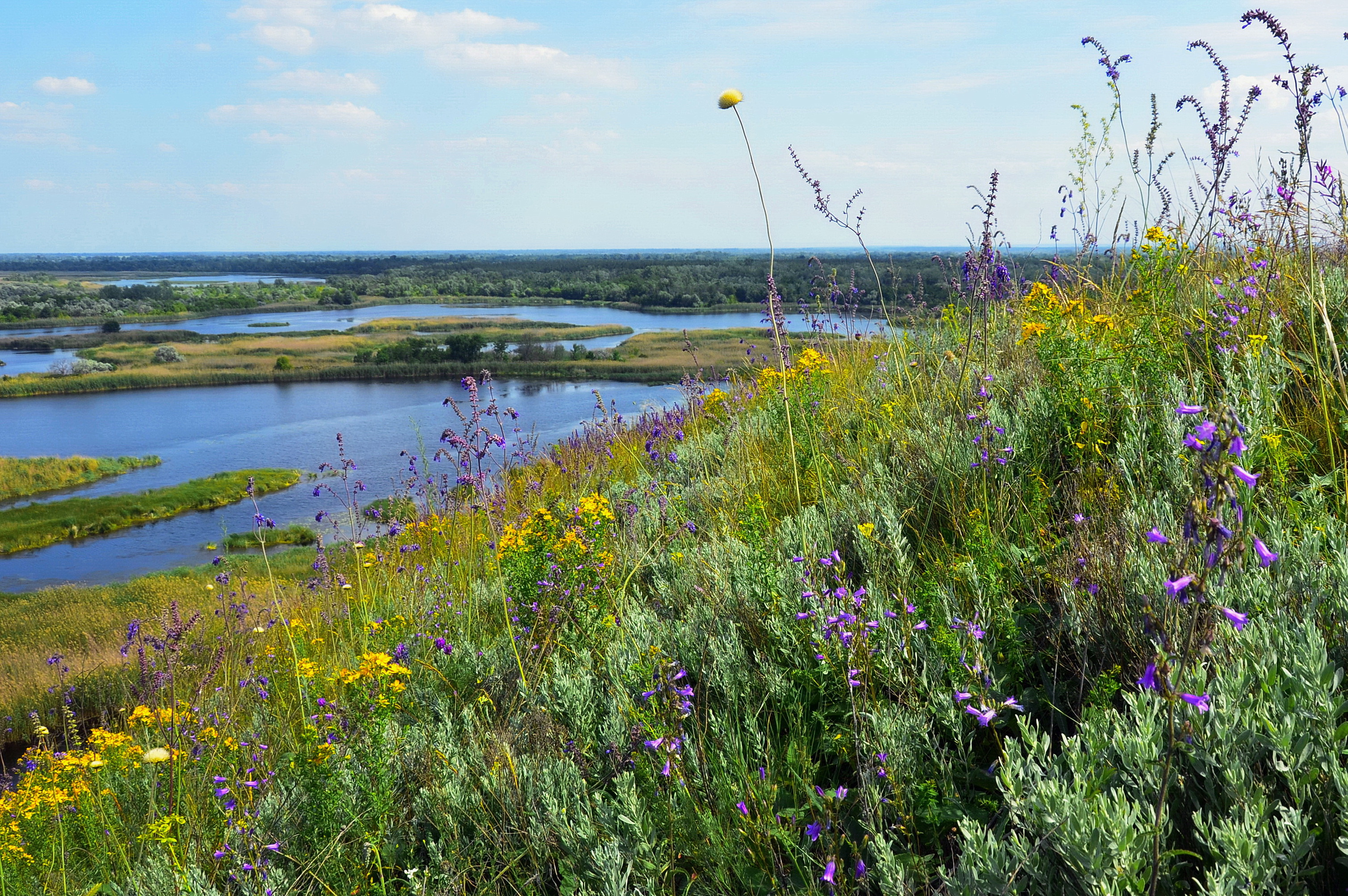
Трав'янисті рослини на березі Ворскли
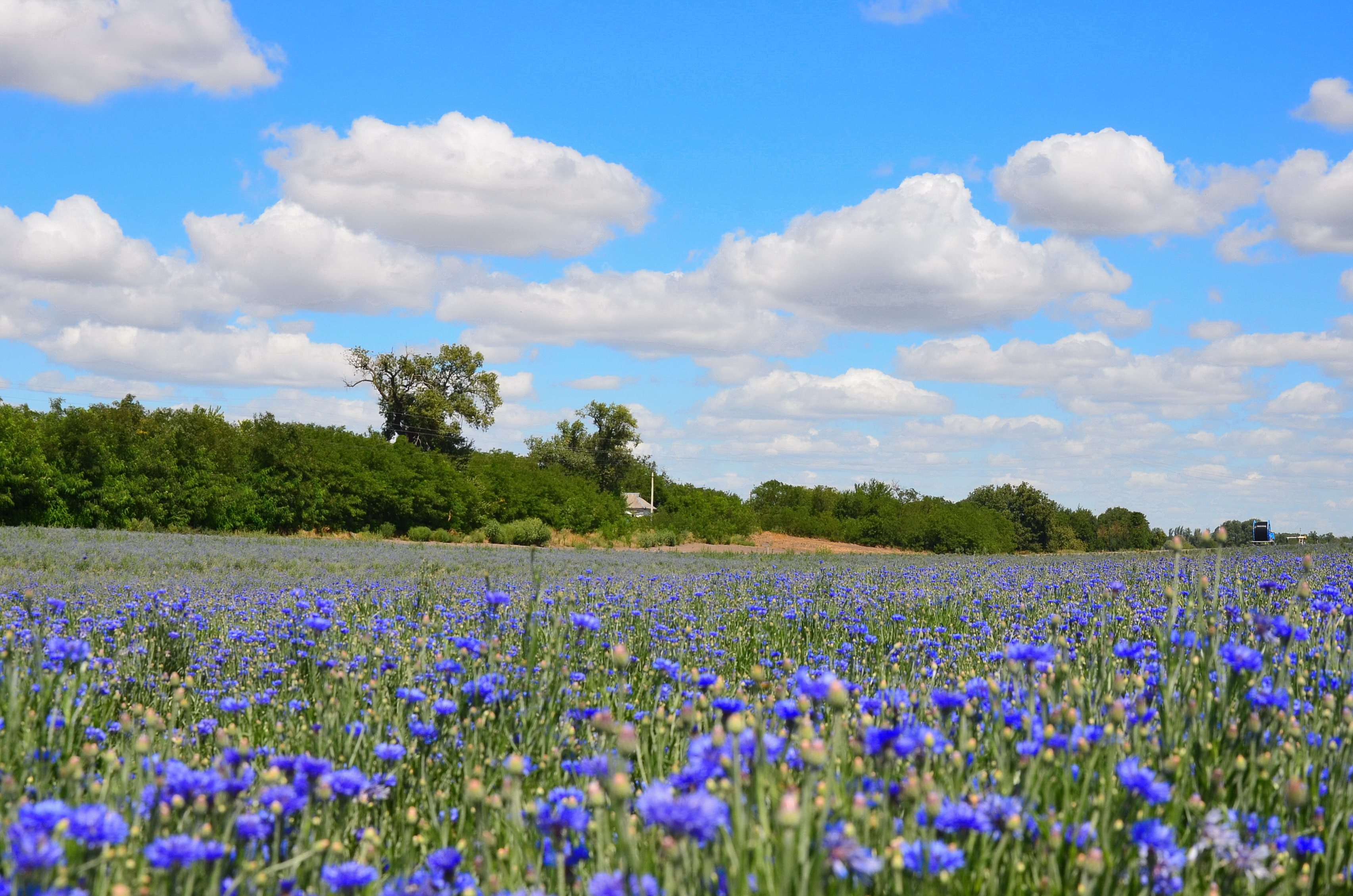
Трав'янисті рослини Полтавщини
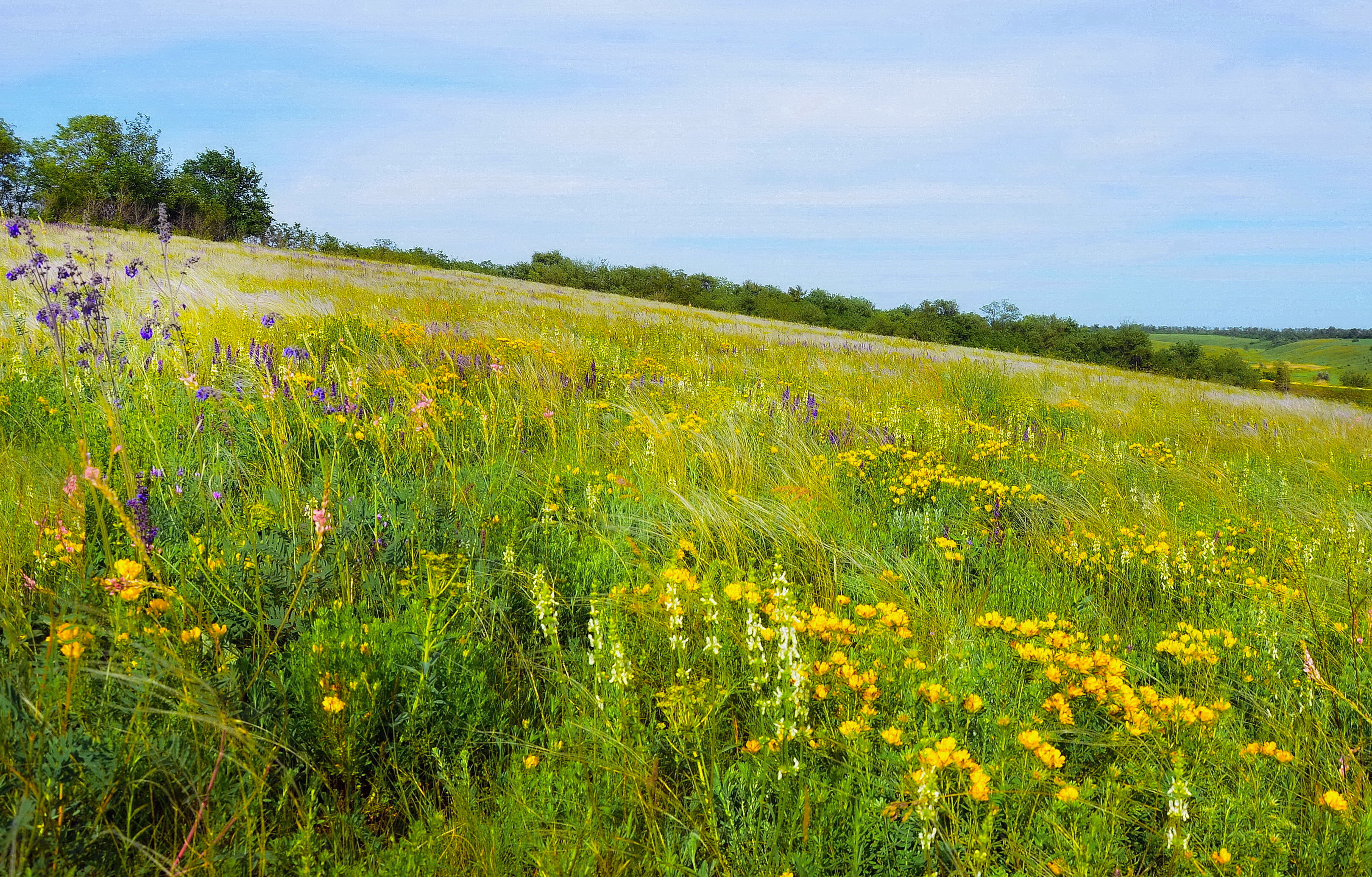
Трави на Лу́ках Січеславщини